# Synagoge (Herza)

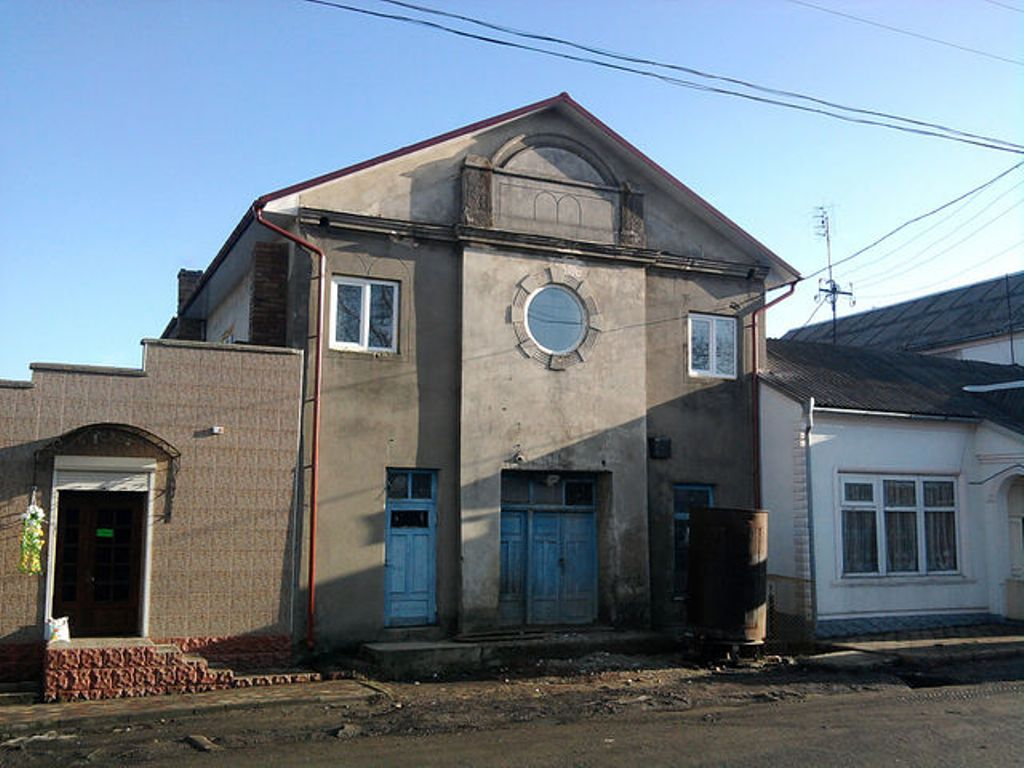
Ehemalige Synagoge in Herza (2011)

Die Synagoge in Herza, einer Stadt in der ukrainischen Oblast Tscherniwzi, wurde vermutlich im 19. Jahrhundert errichtet.
Die profanierte Synagoge wurde zu einem Wohnhaus umgebaut. An der straßenseitigen Fassade ist im Giebeldreieck die Stelle erkennbar, wo sich unter einem Halbkreis die Gesetzestafeln befanden.